# Timor oriental aux Jeux olympiques d'été de 2016
Le Timor oriental participe aux Jeux olympiques d'été de 2016 à Rio de Janeiro au Brésil du 5 août au 21 août. Il s'agit de sa 3e participation à des Jeux d'été.

## Athlétisme

### Hommes
| Athlète              | Épreuve     | Séries        | Séries | Quarts de finale | Quarts de finale | Demi-finales | Demi-finales | Finale   | Finale  |
| Athlète              | Épreuve     | Résultat      | Rang   | Résultat         | Rang             | Résultat     | Rang         | Résultat | Rang    |
| -------------------- | ----------- | ------------- | ------ | ---------------- | ---------------- | ------------ | ------------ | -------- | ------- |
| Augusto Ramos Soares | 1500 mètres | 4 min 11 s 35 | 12e    | Éliminé          | Éliminé          | Éliminé      | Éliminé      | Éliminé  | Éliminé |

### Femmes
| Athlète       | Épreuve     | Séries        | Séries | Quarts de finale | Quarts de finale | Demi-finales | Demi-finales | Finale   | Finale   |
| Athlète       | Épreuve     | Résultat      | Rang   | Résultat         | Rang             | Résultat     | Rang         | Résultat | Rang     |
| ------------- | ----------- | ------------- | ------ | ---------------- | ---------------- | ------------ | ------------ | -------- | -------- |
| Nelia Martins | 1500 mètres | 5 min 00 s 53 | 13e    | Éliminée         | Éliminée         | Éliminée     | Éliminée     | Éliminée | Éliminée |

### Cyclisme - VTT
| Athlète           | Compétition              | Temps | Rang |
| ----------------- | ------------------------ | ----- | ---- |
| Francelina Cabral | Cross-country VTT femmes |       |      |